# Masutomilite
La masutomilite è un minerale appartenente al gruppo delle miche.

## Etimologia
Deve il suo nome al farmacista giapponese Kazunosuke Masutomi, grande appassionato di mineralogia.